# Trinley Gyatso (dalai lama)
Trinley Gyatso (Sangri, 26 januari 1857 – Lhasa, 25 april 1875) was de twaalfde dalai lama van Tibet.

## Achtergrond
Zijn voorganger, de elfde dalai lama Khädrub Gyatso, was in januari 1856 op 17-jarige leeftijd overleden. Deze was slechts enkele maanden hoofd van de regering geweest en met de bestuurlijke bevoegdheden bekleed die een volwassen dalai lama toekomen. De regent in Tibet van die tijd, de derde Reting rinpoche, Ngawang Yeshe Tsültrim Gyatso, was op het moment, dat Khädrub Gyatso die bevoegdheden ontving teruggetreden. Na de dood van Khädrub Gyatso wordt hij opnieuw regent. Zijn belangrijkste taak is het organiseren van een zoektocht naar de nieuwe reïncarnatie van de overleden dalai lama. Die zoektocht levert drie kandidaten op, die in 1857 naar Lhasa worden gebracht. De Tibetaanse en Chinese bronnen zijn eensluidend, dat voor de definitieve selectie rechtstreeks de procedure van de Gouden urn is gevolgd.
De gang van zaken bij deze procedure is met name bekend via een uitgebreide beschrijving daarvan in de officiële Tibetaanse biografie van Trinley Gyatso. De gouden urn werd vanuit het Jokhang-klooster naar het Potala gebracht en geplaatst voor het portret van de keizer Qianlong die in 1792 deze procedure instelde. Op de dertiende dag daarna kwamen de regent en de Chinese ambans met hun gevolg. De secretaris van de ambans schreef de namen van ieder van de drie kandidaten op een tablet ; aan de ene kant in het Mantsjoe en aan de andere kant in het Tibetaans. Na controle door regent en amban werden de tabletten in de urn gedaan. Daarna volgde een uitgebreid ceremonieel. Uiteindelijk werd een van de tabletten uit de urn getrokken en de naam daarop was dan de naam van de volgende dalai lama.

## Economische motieven
Deze dalai lama is na Lungtog Gyatso, Tsültrim Gyatso en Khädrub Gyatso de vierde achtereenvolgende van een rij dalai lama's ( in totaal 5 ) die van buiten Centraal-Tibet afkomstig is. De achtste dalai lama was de laatste die in de aristocratie van Centraal-Tibet reïncarneerde. De positie van een dalai lama bracht met zich mee dat zijn familie na zijn erkenning meteen in de hoogste adelstand van Tibet werd verheven en landerijen, veestapels en horigen kreeg toegewezen. Het onder de familie te verdelen land moest afkomstig zijn van de overheid of van bestaande adellijke families die het land in de vorm van een leen hadden ontvangen. In de praktijk had dat meestal plaatsgevonden door vererving.
De herverdeling daarvan werd vanaf het begin van de 19e eeuw steeds moeilijker. Om al te grote spanningen tussen de bestaande adel uit Centraal-Tibet enerzijds en weliswaar niet-aristocratische, maar vrijwel altijd toch welvarende families anderzijds te voorkomen, ging men op zoek naar kandidaten buiten dit gebied. Families van buiten Centraal-Tibet konden ook gemakkelijker worden gelieerd aan bestaande grootgrondbezitters die zelf geen nakomelingen hadden.
Ten tijde van de selectie van Trinley Gyatso was de situatie ten aanzien van herverdeling van land zo nijpend geworden, dat de Tibetaanse regering de familie van Trinley Gyatso dwong zich te liëren aan die van de familie van de achtste dalai lama. Ook de naam, Lhalu, van de laatste familie werd overgenomen. De familie speelde in de 20e eeuw een zeer belangrijke rol in de Tibetaanse politiek. Lungshar en Lhalu Tsewang Dorje zijn enkelen van hen.

## Politieke situatie
In de periode van deze dalai lama was de feitelijke invloed van de Qing-dynastie in Tibet zeer gering geworden. De periode kenmerkt zich verder door voortdurende machtsstrijd en intriges binnen de Tibetaanse politieke en geestelijke elite. Er was een zeer slechte verstandhouding tussen de regent Ngawang Yeshe Tsültrim Gyatso en het kabinet, de Kashag. De belangrijkste minister hierin, Wangchug Gyalpo had na de Tibetaans-Nepalese Oorlog van 1855/1856 de onderhandelingen gevoerd, die hadden geleid tot het verdrag van Tapathali. Het verdrag was aanzienlijke gunstiger voor Nepal dan voor Tibet, maar er was erkenning voor het feit, dat het vooral aan de inzet en vaardigheden van Wangchug Gyalpo te danken was dat de schade voor Tibet niet nog groter was geworden.
In 1858 probeerde Wangchug Gyalpo de positie van de regent te ondermijnen door een voorstel dat voortaan hij en niet langer de regent de houder en beheerder van het Tibetaans zegel van de regering zou worden. Dit deel van de machtsstrijd weet de regent dan nog te overleven. In 1857 werd Wangchug Gyalpo verbannen naar zijn landgoed en dook - na een door de regent georganiseerde, maar mislukte aanslag op zijn leven - daarna enige jaren onder in een klooster.
In 1862 kreeg hij echter zijn revanche. Monniken in Tibetaanse kloosters moesten voor het grootste deel in hun eigen levensonderhoud voorzien. Monniken die dagelijks meerdere gebedsdiensten bijwoonden konden een deel van de giften van gelovigen gebruiken om die kosten te dekken. Ngawang Yeshe Tsültrim Gyatso was - op zich volstrekt terecht - van mening dat de monniken in een aantal grote gelugkloosters massaal misbruik maakten van die mogelijkheid en probeerde regelgeving te introduceren, waarbij dat aan een maximum werd gebonden. Het waren met name de monniken van de kloosters Drepung en Ganden die hier tegen protesteerden. De Chinese ambans hielden zich neutraal. Wangchug Gyalpo stelde zich geheel achter de actie van die monniken en wist daarmee zijn machtsbasis aanzienlijk uit te breiden. De regent kreeg enige steun van monniken uit het klooster Sera, een traditioneel machtscentrum van de Reting Lama's. Dat was echter op den duur onvoldoende. Zijn positie werd onhoudbaar en hij vluchtte naar China.
De hiërarchie van de gelug benoemde daarop de vijfjarige Trinley Gyatso tot hoofd van de regering. Die benoeming van de dalai lama was een tijdelijke maatregel om even de regel te ontlopen dat alleen een tulku regent zou kunnen zijn. Enige weken later publiceerde de gelughiërarchie echter een verklaring dat de dalai lama nog te kort in zijn huidige lichaam aanwezig was om alle verantwoordelijkheden uit te voeren en het daarom noodzakelijk is een ander hoofd van de regering te benoemen. Wangchug Gyalpo werd hierna benoemd tot regent. In de periode 1750-1950 is hij de enige regent in Tibet die een leek en geen tulku is.

## De oorlog in Kham
Na de vestiging van het Chinese protectoraat over Centraal-Tibet wordt in 1729 twee derde deel van Kham politiek en administratief onderdeel gemaakt van de provincie Sichuan. Vanaf het midden van de 18e eeuw vindt een verschuiving plaats van de culturele vitaliteit vanuit Centraal-Tibet naar Kham.. De burgeroorlogen van de 17e en 18e eeuw, de politieke instabiliteit en de maatregelen die noodzakelijk werden geacht de verworven machtspositie van de gelug te verankeren hadden in Centraal -Tibet voor een ander cultureel klimaat gezorgd. Dat kenmerkte zich onder meer door aanzienlijk minder tolerantie van de gelug ten opzichte van andere geestelijke tradities van het Tibetaans boeddhisme en het ontstaan van een invloedrijke sektarische factie binnen die gelug.
Het gevolg daarvan was, dat tradities, zoals met name de kagyü nieuwe ruimte probeerden te vinden in Kham. De in de burgeroorlog van de 17e eeuw verslagen kagyu traditie wist in Kham het klooster Palpung te stichten. Het klooster werd spoedig een van de grootste centra voor innovaties van wetenschap en kunst van het Tibetaans boeddhisme. Het klooster lag in het onafhankelijke Tibetaanse koninkrijk Derge gesitueerd in het westen van die toenmalige provincie Sichuan. Uit die relatie groeide in samenwerking met de sakyatraditie de grootste drukkerij die het historisch cultureel Tibet ooit gekend heeft met beroemde blokdrukken van de kangyur, de canon van het Tibetaans boeddhisme.
Het was in gebieden als Derge dat het niet sektarische ideaal van het Tibetaans boeddhisme uit de 13e en 14e eeuw nog bewaard bleef. In de 19e eeuw zou het in Kham zijn, dat de rimé-beweging, die een dialoog tussen de tradities probeert te bevorderen ontstaat.
Rond 1850 begint echter een Khampa-warlord van de stam van de Nyarong, Gonpo Namgyal,omringende gebieden te veroveren. Dat gebeurt met vaak buitengewone wreedheid. Rond 1860 stond hij met zijn troepen aan de grens van Derge. De twee belangrijkste tulkus in Kham, die de patronage van het vorstenpaar van Derge genoten, Jamgon Kongtrül Lodrö Thaye en Jamyang Khyentse Wangpo, de stichters van die rimé-beweging,worden door het paar naar het paleis ontboden om voor hen rituelen uit te voeren. Alleen de eerste is in staat komen. Hij voert een maand rituelen uit tot hem meegedeeld wordt dat er geen fondsen meer beschikbaar zijn, die te financieren. Lodrö Thaye vertrekt daarna naar een klooster. Het vorstenpaar ontvlucht kort daarna Derge, dat in 1863 veroverd wordt door Gonpo Namgyal.
Het paar schrijft dringende berichten naar zowel de Chinese regering in Peking als naar de Tibetaanse in Lhasa. China is verwikkeld in de Taiping-opstand en de Qing-dynastie heeft geen mogelijkheden meer militair in Kham in actie te komen. Wangchug Gyalpo besluit echter een Tibetaanse troepenmacht vanuit Centraal-Tibet naar Kham te zenden. Lodrö Thaye wordt opnieuw verzocht voor die legermacht een aantal rituelen uit te voeren. De strijd tussen de troepen uit Nyarong en Centraal-Tibet wordt aan beide kanten op wrede wijze gevoerd. Uiteindelijk geeft Gonpo Namgyal zich over. De commandant van de troepen uit Centraal-Tibet steekt desondanks daarna de burcht waarin Gompo Namgyal zich met zijn familie en een aantal getrouwen bevindt in brand. Alle aanwezigen in de burcht verbranden levend. Lodrö Thaye wist de commandant nog net op tijd te overtuigen het klooster Palpung niet te vernietigen, dat door hem werd verdacht een bondgenoot te zijn van Gompo Namgyal. Het vorstenpaar keert weer terug naar Derge.
De regering in Lhasa stelt over Derge en omgeving een eigen Tibetaanse amban aan. De bevolking in het gebied was uiteraard verheugd dat er een eind was gekomen aan het bewind van Gompo Namgyal. Al na korte tijd werd het bewind vanuit Lhasa echter al als negatief ervaren. Er werden zeer harde straffen opgelegd aan lama's en kloosters die verdacht werden van medewerking aan Gompo Namgyal. Het harde autoritaire bewind vanuit Lhasa in deze periode heeft de aanzet gegeven tot meerdere bewegingen in de 20e eeuw - tot diep in de Tibetaanse diaspora - voor een onafhankelijke Khampa-staat, onafhankelijk van Peking, maar ook van Lhasa. Derge en omgeving werd tot aan het optreden van Zhao Erfeng in 1905 vanuit Lhasa bestuurd.

## Ontwikkelingen in Centraal-Tibet
In 1864 legt de dalai lama zijn monniksgelofte af. In dat jaar overlijdt ook Wangchug Gyalpo. Zijn opvolger als regent in Tibet is Lobsang Khyenrab Wangchug. Er blijft echter een voortdurende machtsstrijd binnen de politieke en geestelijke elite. Het is nu Palden Dondrub, de manager van de labrang van de dalai lama, die de positie van zowel de regent als de Kashag tracht te ondermijnen. (Een labrang, letterlijk "huishouden", is het bedrijf, de corporatie waarin het economisch bezit van een reïncarnatielijn is ondergebracht. Tijdens zijn - volwassen - leven kan de betreffende tulku vrij beschikken over dat bezit). Hij wordt daarbij ondersteund door de twee van de drie grote gelugkloosters nabij Lhasa, Ganden en Drepung. Het gevolg is dat er een kabinetslid vermoord werd. Er wordt uiteindelijk getracht Palden Dondrub te arresteren. Tijdens zijn vlucht daarvoor werd ook hij vermoord.
Eind 1872 overlijdt de regent Lobsang Khyenrab Wangchug. Begin 1873 wordt Trinley Gyatso formeel geïnstalleerd als hoofd van de regering en bekleed met de bevoegdheden die een volwassen dalai lama toekomen. In de praktijk wordt ook dan echter de feitelijke macht vooral uitgeoefend door Purbujok Lobsang Jampa Gyatso, die later de belangrijkste leraar van de dertiende dalai lama Thubten Gyatso zou worden. In 1875 overlijdt Trinley Gyatso op de leeftijd van 18 jaar.
De negende tot en met twaalfde dalai lama overleden allen op jeugdige leeftijd onder mysterieuze omstandigheden. In de officiële biografieën van deze dalai lama's wordt steeds vermeld dat hun natuurlijke dood het gevolg is van een ziekte. Er zijn echter nogal wat historici en tibetologen, die uitgaan van de veronderstelling dat meerdere van deze vier dalai lama's vermoord zijn. Dat geldt dan met name voor de tiende en de elfde dalai lama. Ten aanzien van Trinley Gyatso wordt de mogelijkheid niet uitgesloten, maar de opvattingen hierover zijn minder uitgesproken.

- Gemeinsame Normdatei: 122235827
- International Standard Name Identifier: 0000 0000 4509 8946
- Library of Congress Control Number: no2007068201
- Virtual International Authority File: 889956
- WorldCat: E39PBJdrHFJ7qcbY7tWPbHb8G3

1: Gendün Drub · 2: Gendün · 3: Sönam · 4: Yönten · 5: Ngawang Lobsang · 6: Tsangyang · (6: Yeshe) · 7: Kälsang · 8: Jampäl · 9: Lungtog · 10: Tsültrim · 11: Khädrub ·   12: Trinley · 13: Thubten · 14: Tenzin